# Pinnatella subalopecuroides
Pinnatella subalopecuroides là một loài rêu trong họ Neckeraceae. Loài này được Broth. & Paris mô tả khoa học đầu tiên năm 1909.
Danh pháp khoa học của loài này chưa được làm sáng tỏ. 